# الأكاديمية البولندية للعلوم
الأكاديمية البولندية للعلوم هي أكاديمية علوم، تأسست في 1950، في بولندا.